# MBB Bo 105
El MBB Bo 105 es un helicóptero utilitario ligero polivalente bimotor desarrollado por el fabricante aeronáutico alemán Bölkow en Stuttgart, Alemania. El Bo 105 fue producido por la compañía Messerschmitt-Bölkow-Blohm (MBB) hasta 1991, año en el que pasó a formar parte del Grupo Eurocopter. Eurocopter continuó la producción de este modelo hasta el año 2001, momento en el que fue reemplazado en la línea de producción por el Eurocopter EC135. El Bo 105 es el helicóptero con dos motores más pequeño del mundo.

## Diseño y desarrollo

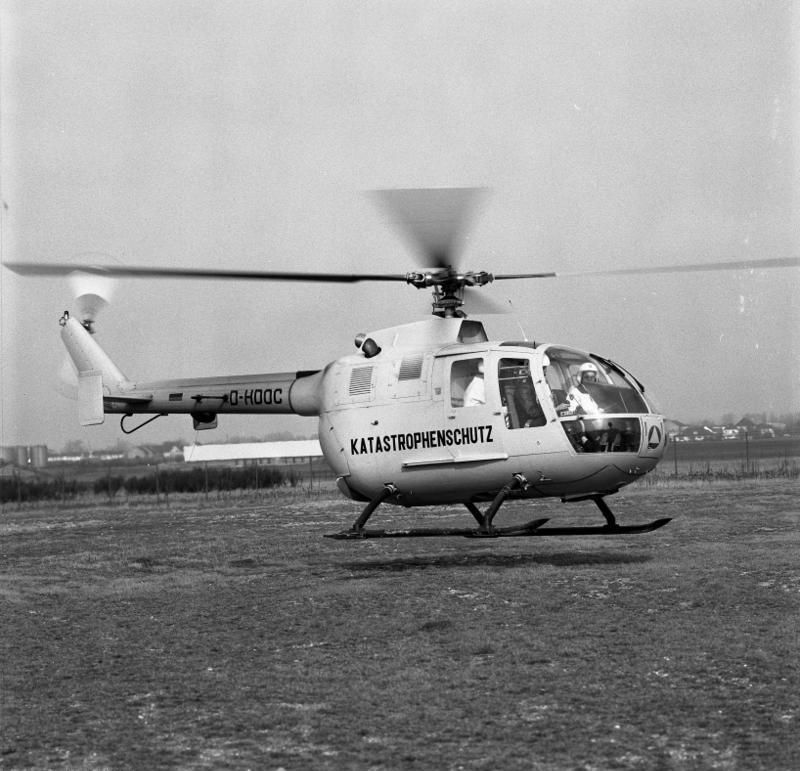
Un helicóptero alemán MBB Bo 105 de protección civil en 1974.

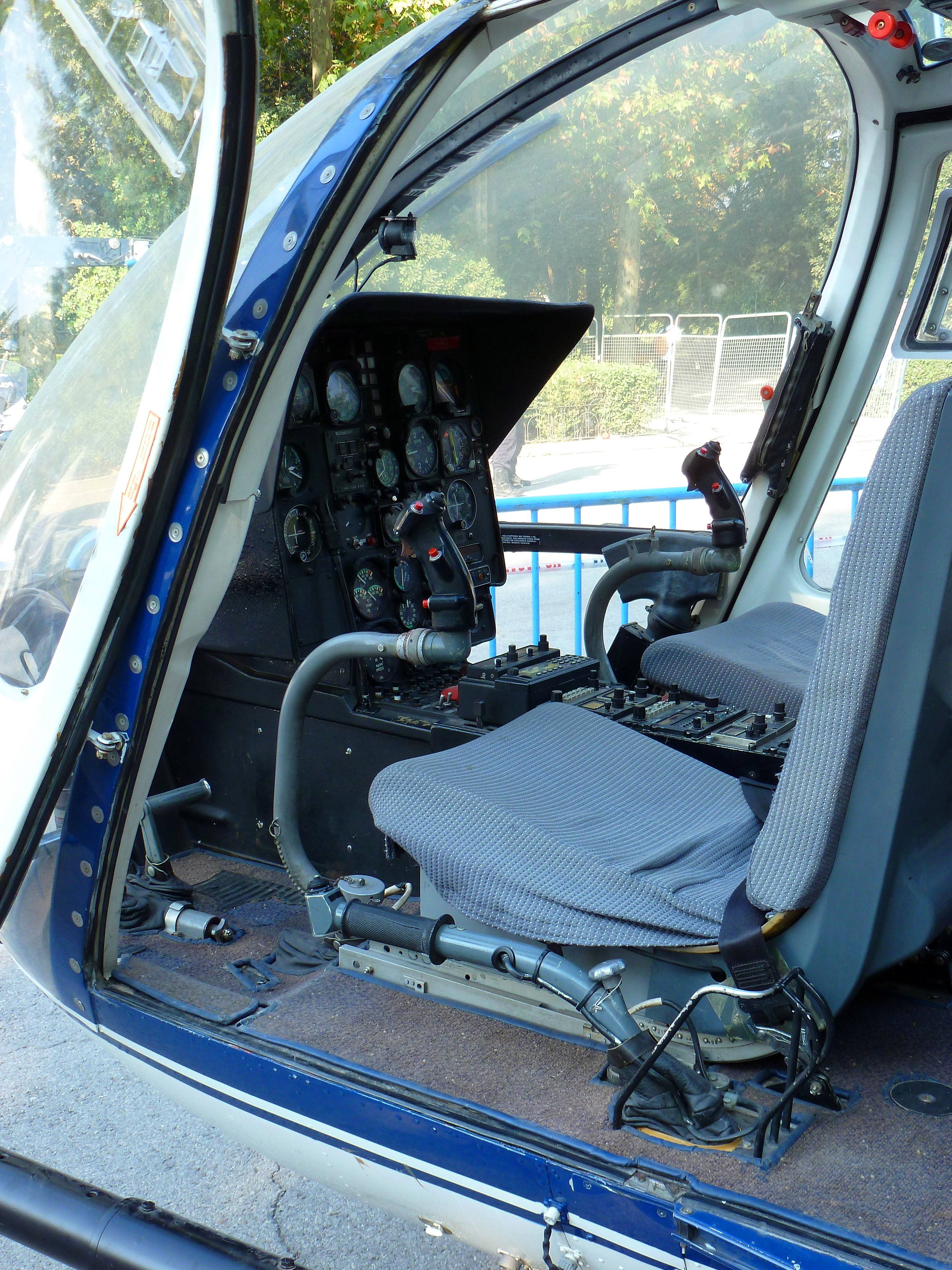
Cabina de vuelo de un Bo 105CB del Servicio de Medios Aéreos del Cuerpo Nacional de Policía de España.

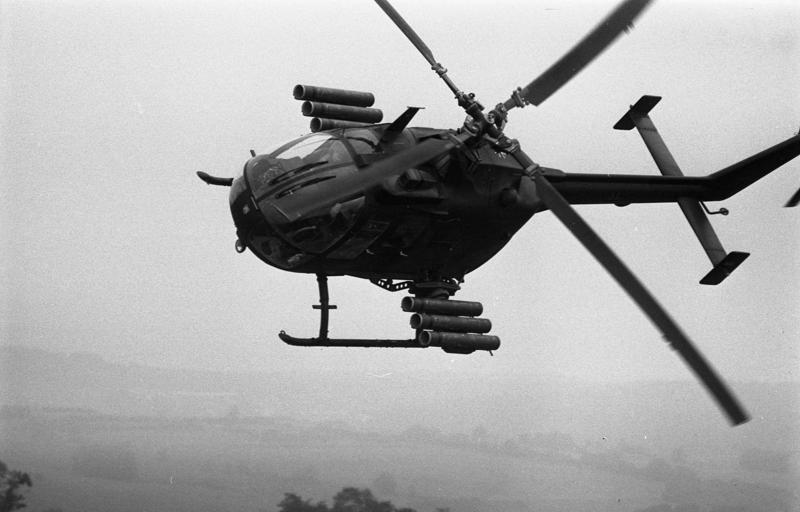
Un helicóptero alemán MBB Bo 105 en 1986.

Ludwig Bölkow y Emil Weiland habían trabajado en proyectos de helicópteros desde 1955, dentro de la firma comercial Bölkow Entwicklungen KG. Dadas las restricciones impuestas a Alemania por las potencias aliadas una vez finalizada la Segunda Guerra Mundial, que incluían la prohibición de poseer una industria aeronáutica, Bölkow sufría un retraso tecnológico importante y debía hacer frente a una fuerte competencia. Necesitaba encontrar un segmento comercial en el que pudiera imponerse a otros modelos de helicóptero bien establecidos, y lo consiguió construyendo un helicóptero ligero, seguro (razón por la que se le dotó de bimotorización, redundancia de los sistemas esenciales (hidráulico, eléctrico, combustible y lubricación) y de un rotor principal situado arriba), y que al mismo tiempo fuese económico, cómodo de mantener y fácil de pilotar, sobre todo en misiones de salvamento.
El Bo 105 destaca por ser el primer helicóptero del mundo equipado de palas sin articulaciones de resistencia aerodinámica y de batido (véase Descripción). Esto fue posible gracias al empleo de resina plástica reforzada con fibra de vidrio. El Bo 105 sería también el primer helicóptero capaz de realizar loopings de 360°. 
El prototipo del Bo 105 efectuó su primer vuelo el 16 de febrero de 1967. Tras haber ensayado en un primer momento el empleo de turbinas de fabricación alemana, finalmente el motor seleccionado para la fabricación en serie fue el Allison 250 de la General Motors Company.
Antes incluso de comenzar su fabricación en serie, la sociedad se fusionó para formar la Messerschmitt-Bölkow-Blohm (MBB). Posteriormente, las divisiones de construcción de helicópteros del grupo alemán MBB y el francés Aérospatiale se fusionarían dando origen a Eurocopter, que siguió fabricando el Bo 105 hasta 1997 (Véanse también el BK-117 y el EC135). Eurocopter construyó en 1994 una versión modernizada, con la designación Bo 105 CBS-5. Además de aumentar la longitud de la cabina en 25 cm, el CBS-5 estaba equipado con un rotor principal optimizado, que había sido el resultado de un programa de revalorización de la Bundeswehr, y de una caja de transmisión principal FS 110 que inicialmente fue instalada en las versiones militares Bo 105M y P.
El Bo 105 permitió la creación de la red de salvamento aéreo de Alemania a principios de la década de 1970. Comparados con otros modelos de la época fabricados por la competencia, el Bo 105 destacaba por su cabina relativamente espaciosa que permitía el tratamiento médico de un paciente acostado, aunque era imposible acceder a las piernas. Este inconveniente fue corregido en la versión CBS-5.
El Bo 105 no cumplía las exigencias JAR-OPS 3 de la Unión Europea, por lo que las unidades de salvamento lo reemplazarían por el EC135.

### Versiones militares

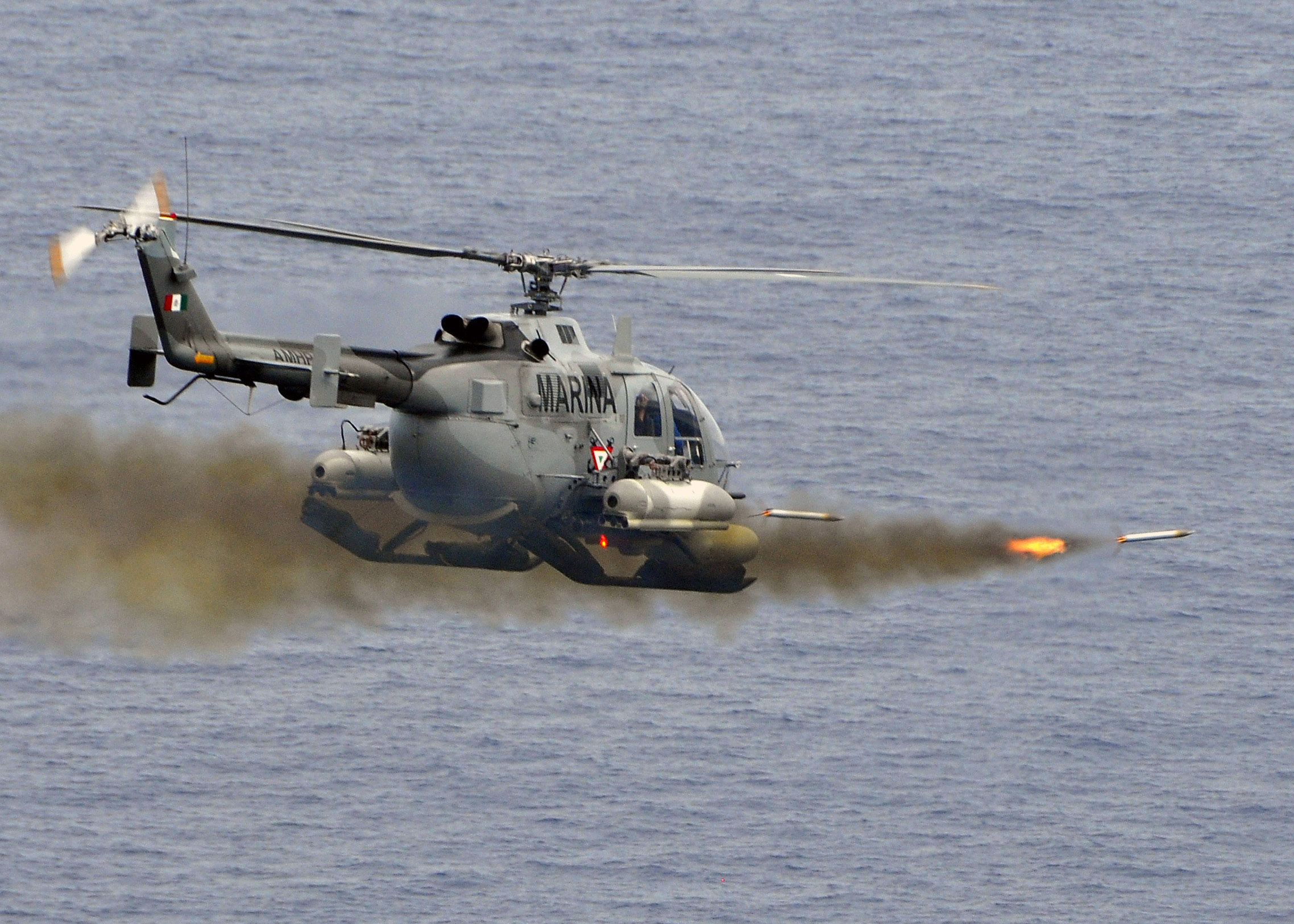
Bo 105 Bolkow de la Armada de México disparando al ex-USS Connolly durante los ejercicios UNITAS GOLD 2009.

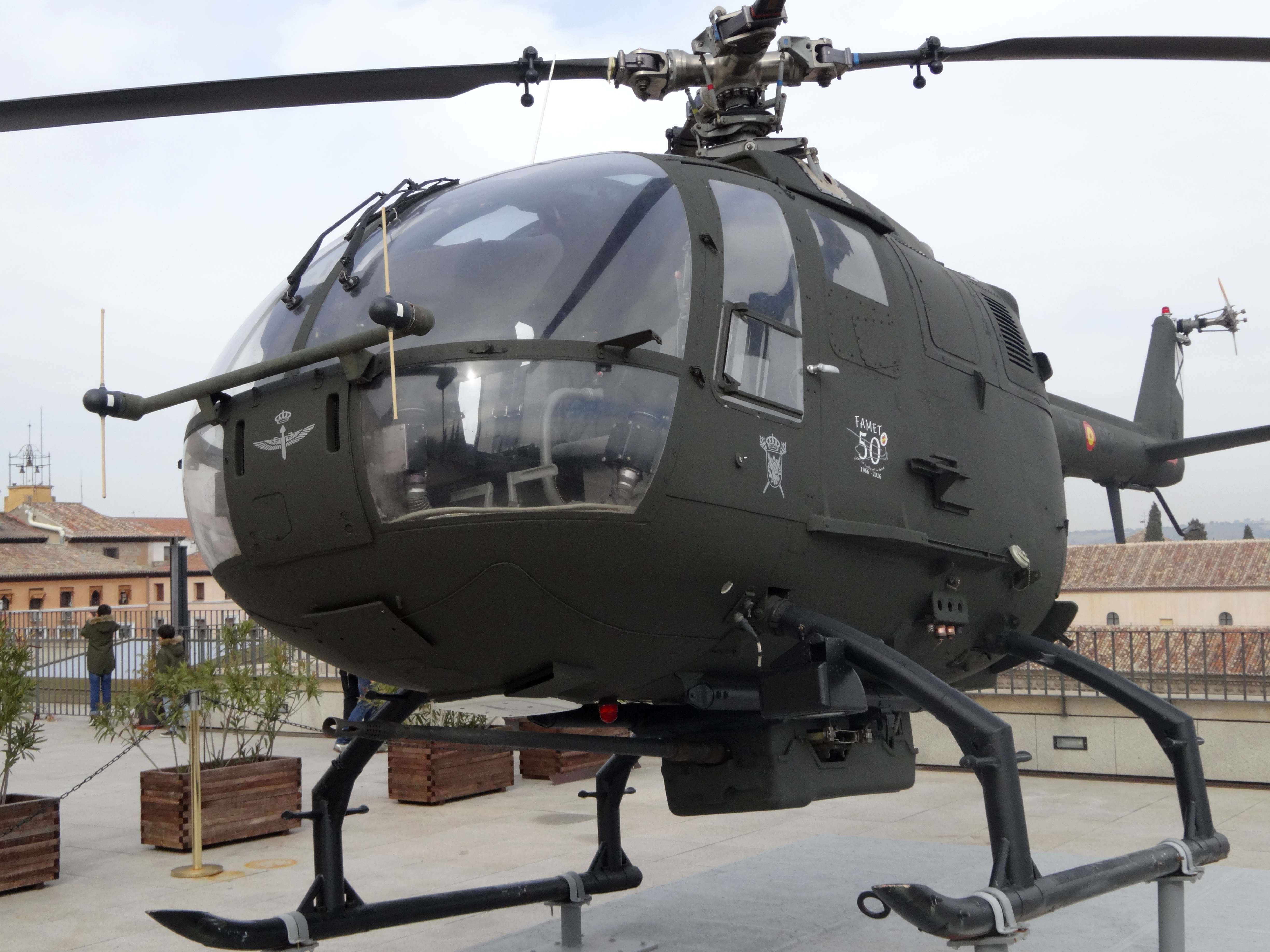
Bo 105 de las FAMET (Ejército de Tierra de España) ya retirado y conservado en el Museo del Ejército, Toledo. Obsérvese el cañón Rheinmetall 20 mm debajo de la cabina.

#### Bo 105M (VBH)
(VBH: Verbindungshubschrauber = Helicóptero de enlace)
Versión de reconocimiento armado. Desarrollado según las especificaciones de la Heeresflieger (Aviación ligera del Ejército de Tierra alemán). Sus principales funciones serían:  
- Transporte de personal.
- Vuelos de enlace.
- Evacuación médica.
- Entrenamiento.
- Observación y reconocimiento.
- Misiones tácticas.

Esta versión inicial fue siendo reemplazada por los Bo 105P-1A1. La instalación de puestos de tiro (misiles HOT) desembocó en una nueva versión, la Bo 105P-1M. Poco a poco fueron sustituidos por los PAH 1A1 que pronto darían paso al helicóptero Tigre.
La versión BSH (Begleitschuetz Hubschrauber) de escolta estaba armada con misiles Stinger. 

#### Bo 105P (PAH-1)
Helicóptero contracarro de la Bundeswehr. Está dotado con seis misiles HOT.
La variante Bo 105P-1A1 es una versión mejorada del Bo 105P.

#### Bo 105GSH
España produjo la versión Bo 105GSH, armada con cañón Rheinmetall 20 mm fijo en la panza y con los patines más elevados. Fue vendida a las FAMET españolas y a Irak.

### Componentes
Referencias: man.fas.org

#### Armamento
| Sistema                              | País              | Fabricante                | Notas                                             |
| ------------------------------------ | ----------------- | ------------------------- | ------------------------------------------------- |
| Cañón (opción)                       | Alemania          | Rheinmetall               | 1 × MK 20 Rh 202 de 20 mm.                        |
| Contenedor de ametralladora (opción) | Bélgica           | FN Herstal                | 2 × FN ETNA TMP-5 con 2 ametralladoras de 7,62 mm |
| Cohete aire-tierra de 50 mm          | Italia            | SNIA-BPD                  |                                                   |
| Cohete aire-tierra SNEB de 68 mm     | Francia           | TDA Armements SAS         |                                                   |
| Cohete aire-tierra Hydra 70 de 70 mm | Estados Unidos    | General Dynamics          |                                                   |
| Misil antitanque AS.12               | Francia           | Nord Aviation             |                                                   |
| Misil antitanque HOT 1               | Alemania, Francia | Euromissile               |                                                   |
| Misil antitanque HOT 2               | Alemania, Francia | Euromissile               |                                                   |
| Misil antitanque BGM-71 TOW          | Estados Unidos    | Raytheon                  |                                                   |
| Misil aire-aire AIM-92 Stinger       | Estados Unidos    | General Dynamics Raytheon |                                                   |

#### Propulsión

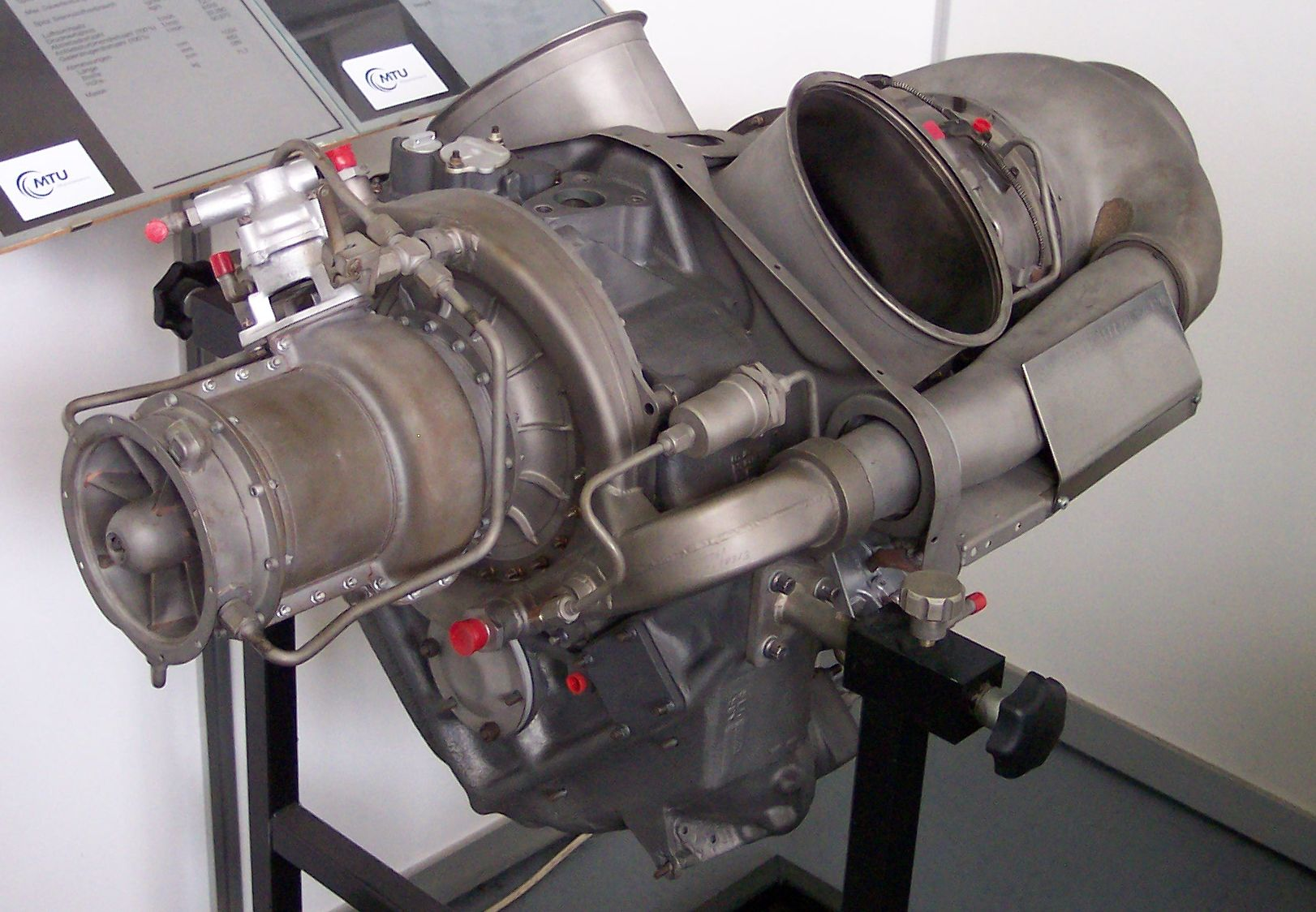
Allison (MTU) 250 C20B.

| Sistema | País           | Fabricante             | Notas                |
| ------- | -------------- | ---------------------- | -------------------- |
| Motor   | Estados Unidos | Allison Engine Company | 2 × Allison 250-C20B |

## Variantes

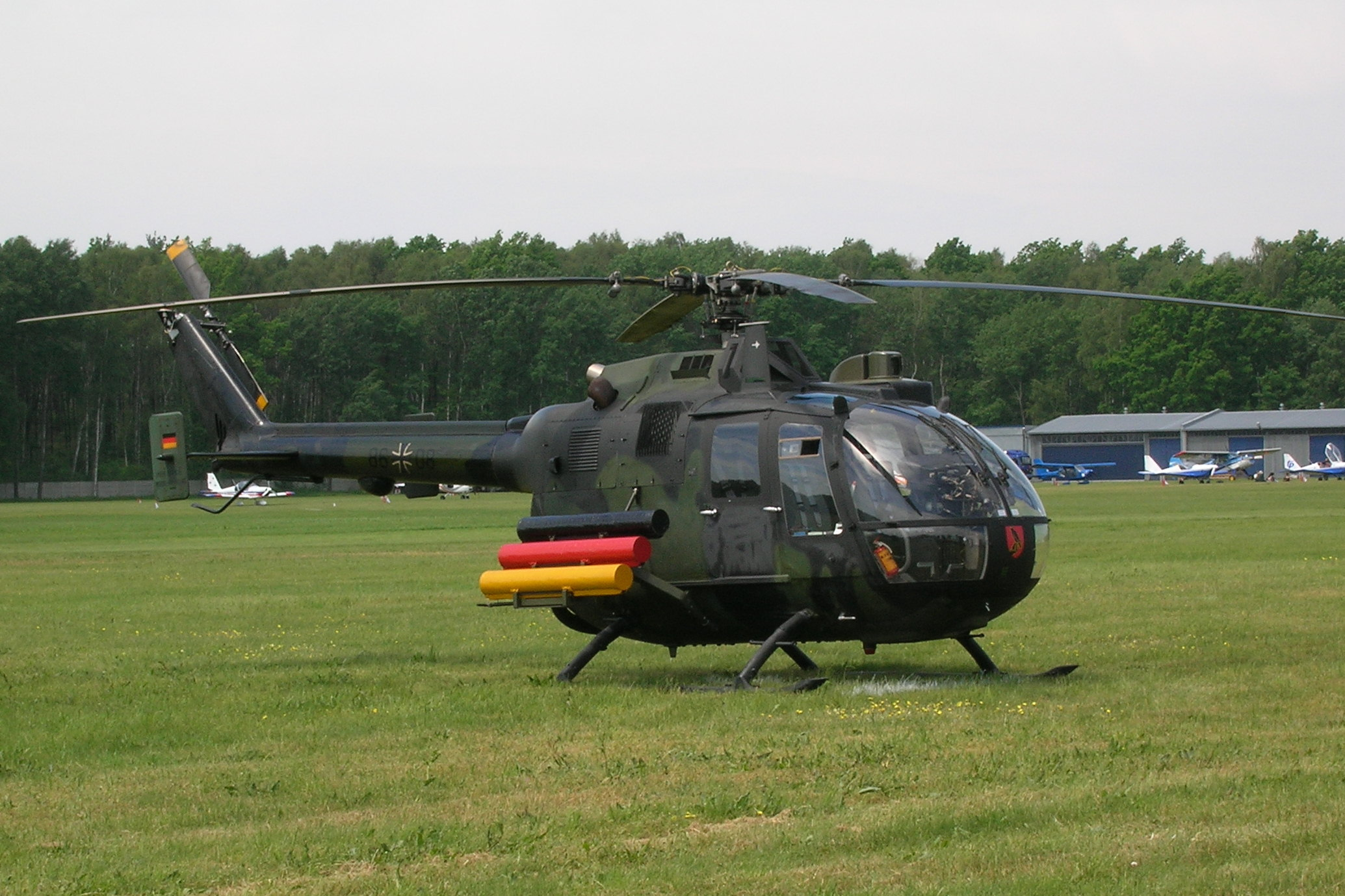
PAH-1 alemán armado con 6 misiles antitanque HOT.

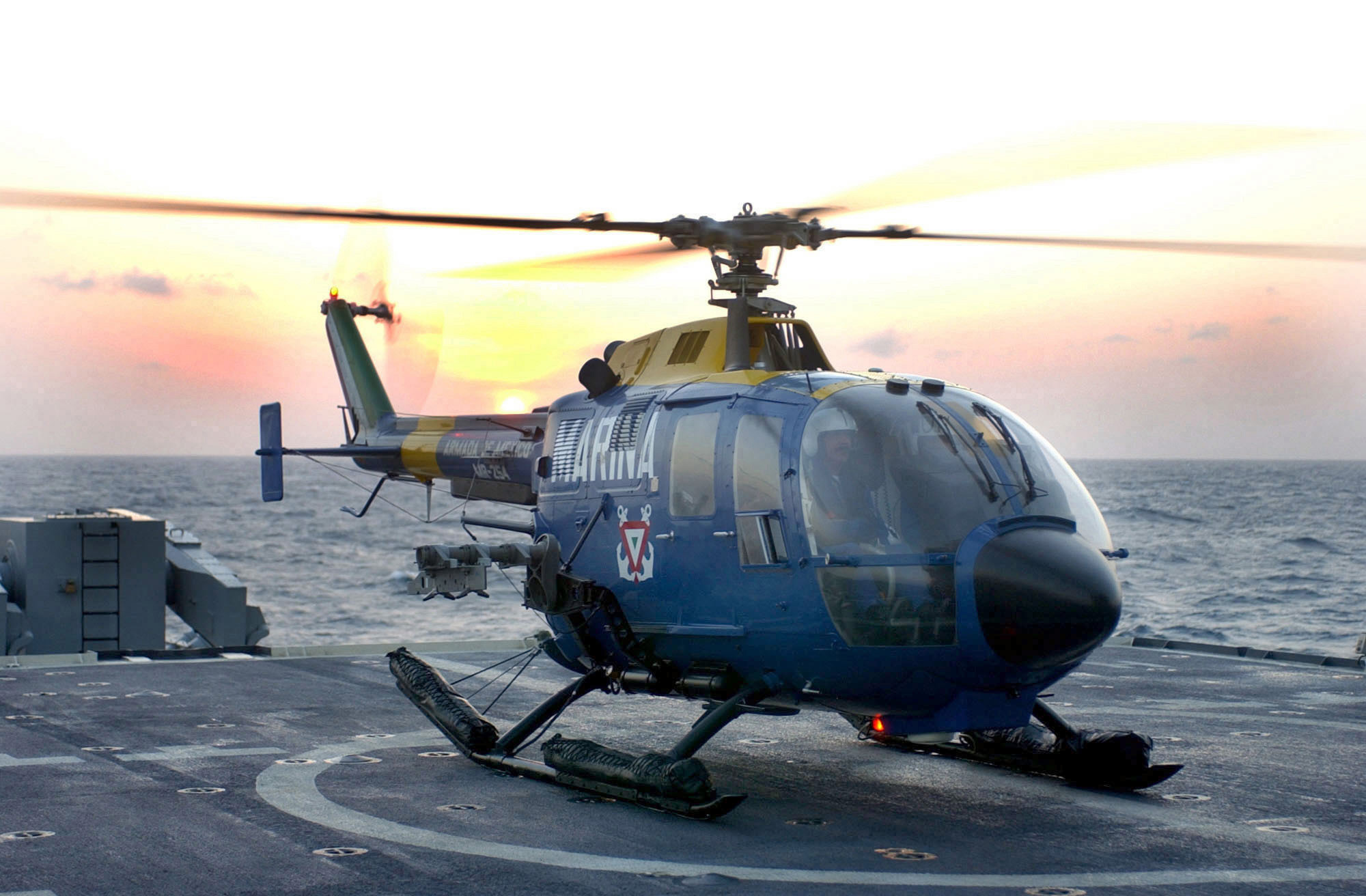
Un Bo 105CB de la Armada de México.

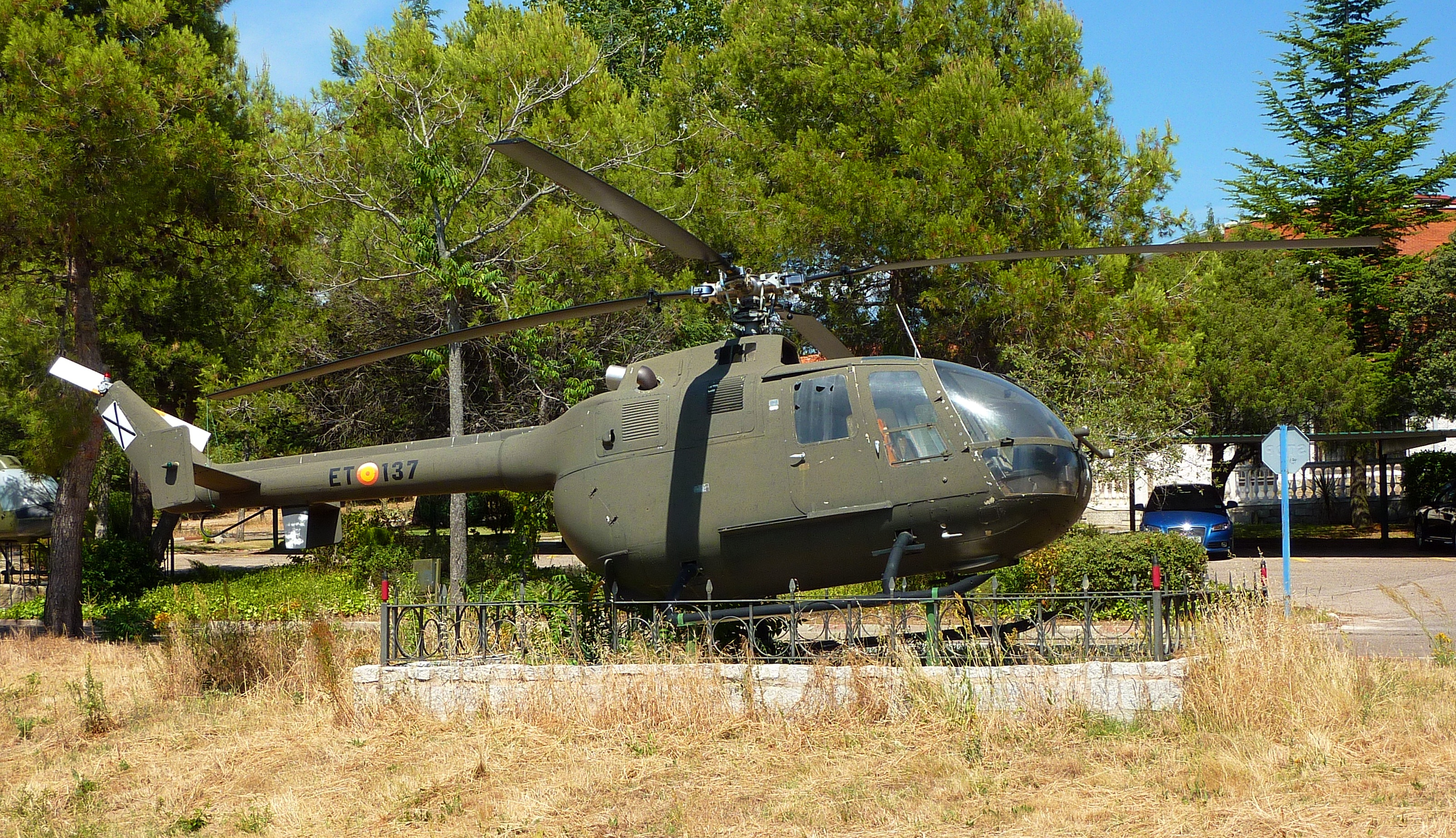
Un Bo 105C de enseñanza del Ejército Español ya dado de baja, preservado en la base de las FAMET Coronel Maté de Colmenar Viejo (Madrid).

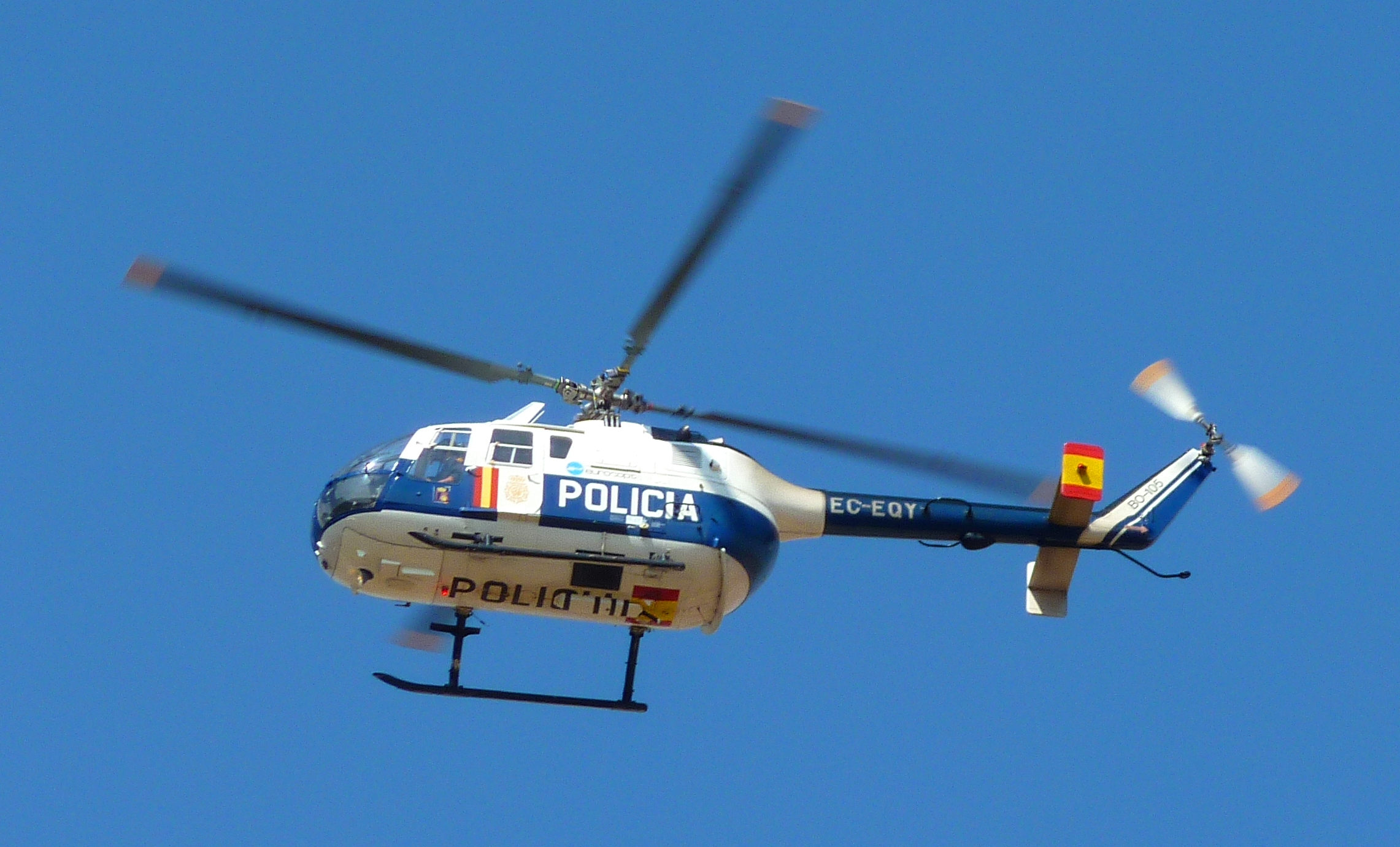
Bo 105CBS-4 del Servicio de Medios Aéreos del Cuerpo Nacional de Policía.

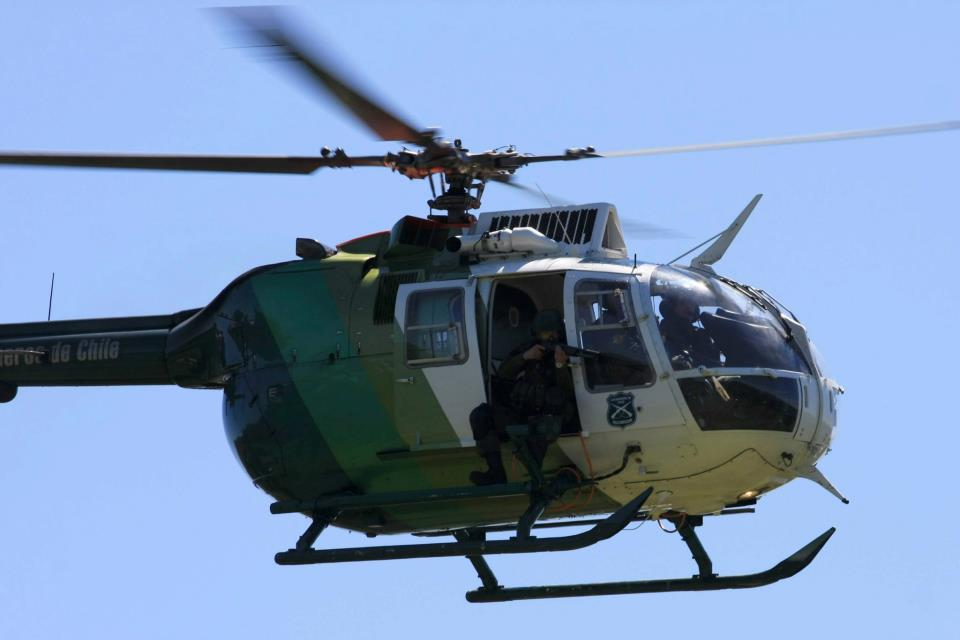
BO-105 de Carabineros de Chile, aún operativo.

Las variantes usadas por el Ejército Alemán son la Bo 105P y la Bo 105M.
Bo 105A
Primer modelo fabricado, destinado primeramente a uso civil, con 2 turbinas Allison 250-C18.
Bo 105C
Versión inicial. Desarrollado en 1972 y equipado con dos motores Allison 250-C20.
Bo 105CB
Versión aligerada de reconocimiento y transporte, desarrollado en 1976 y equipado con dos turbinas Allison 250-C20B.
Bo 105CBS
Versión de transporte logístico, con el fuselaje alargado 25 cm para emergencias médicas.
Bo 105CBS-5
Versión SAR (búsqueda y rescate) del Bo 105CBS.
Bo 105D
Homologado en el Reino Unido como guardacostas.
Bo 105LS A1
Desarrollado en 1984 con fuselaje alargado y dos turbinas Allison 250-C28C.
Bo 105LS A3
Desarrollado en 1986, con un peso máximo al despegue incrementado hasta 2600 kg.
Bo 105LS A3 "Superlifter"
Desarrollado en 1995, con peso máximo al despegue aumentado hasta 2850 kg.
Bo 105P/PAH-1
Designación militar "PAH-1" y "PAH-1A1" para la versión mejorada. (PAH=PanzerAbwehrHubschrauber; Helicóptero contracarro), es un helicóptero contracarro armado con misiles guiados por el lanzador de tipo HOT (HOT2 para la versión mejorada A1). Muchos de ellos fueron reemplazados por el Eurocopter Tiger (helicóptero de ataque multipropósito), los últimos quedarán en servicio hasta el final de su vida operativa. Los desfasados PAH van a ser desarmados y reconvertidos en tipo VBH.
Bo 105P/PAH-1A1
Versión contracarro mejorada para el Ejército alemán, equipado con 6 tubos para misiles HOT.
Bo 105P/PAH-1 Phase 2
Previsto para misiones de ataque nocturno del ejército alemán.
Bo 105P/BSH
Postulado como escolta para el ejército alemán y armado con misiles aire-aire Stinger.
Bo 105M
Designación militar "VBH" (VerBindungsHubschrauber; helicóptero de enlace). Estando desfasado, y siendo reemplazado por el ya desarmado y adaptado PAH-1.
Bo 105/Ophelia
Prototipo de pruebas dotado de radar/cámara de rastreo montada en mástil sobre el rotor o cámara de seguimiento sobre la cabina.
Bo 105ATH
Versión contracarro para el Ejército de Tierra de España.
Bo 105GSH
Versión de reconocimiento armado para el Ejército de Tierra de España.
Bo 105LOH
Versión de reconocimiento para el Ejército de Tierra de España.
Bo 105MSS
Versión marítima, equipado con un radar de búsqueda.
Bo 105S
Versión búsqueda y rescate.
NBO-105
Manufacturado por Indonesian Aerospace (IPTN) bajo licencia de MBB (ahora Eurocopter) desde 1976; sólo la transmisión y los rotores son suministrados por Alemania; originalmente NBO-105 CB, pero el NBO-105 CBS alargado ya estuvo disponible desde el aparato 101 construido. 122 producidos, Dirgantara Indonesia cesó la producción en 2008.
NBO-105S
Versión alargada.
Bo 105 Executaire
Boeing Vertol y Carson Helicopters desarrollaron una versión alargada en 24,5 cm del Bo 105 bajo licencia, denominado Executaire, en un intento de entrar en el mercado estadounidense de helicópteros ligeros, pero sus ventas fueron escasas.
Bo 105E-4
12 Bo-105P del Ejército alemán reparados y actualizados, donados a Albania por un contrato de 10 millones de euros a partir de 2006, tienen mejor aviónica y rendimiento.
EC-Super Five
Versión de alto rendimiento del Bo 105CBS.
Bo 105 KLH
Producido bajo licencia militar, versión de CBS-5 equipada a medida de los requerimientos de las misiones del ejército de la República de Corea, incluyendo comunicaciones, navegación, electrónica de combate y sistema de adquisición de blancos, todo para cumplir las necesidades operacionales locales. También se ha mejorado considerablemente el perfil de las palas del rotor y de la transmisión. Hay 12 en servicio.

## Operadores

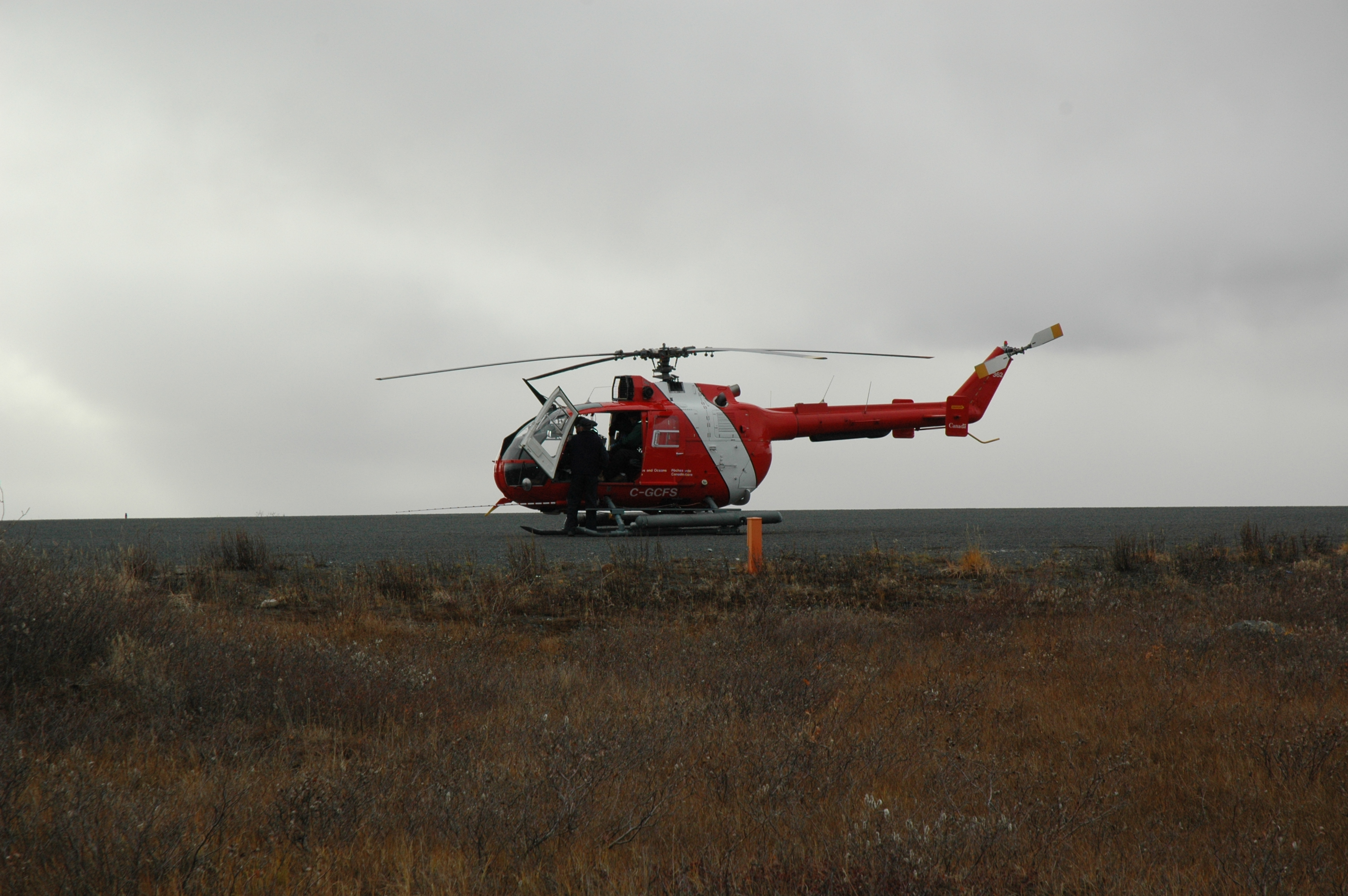
Bo 105 de los Guardacostas canadienses.

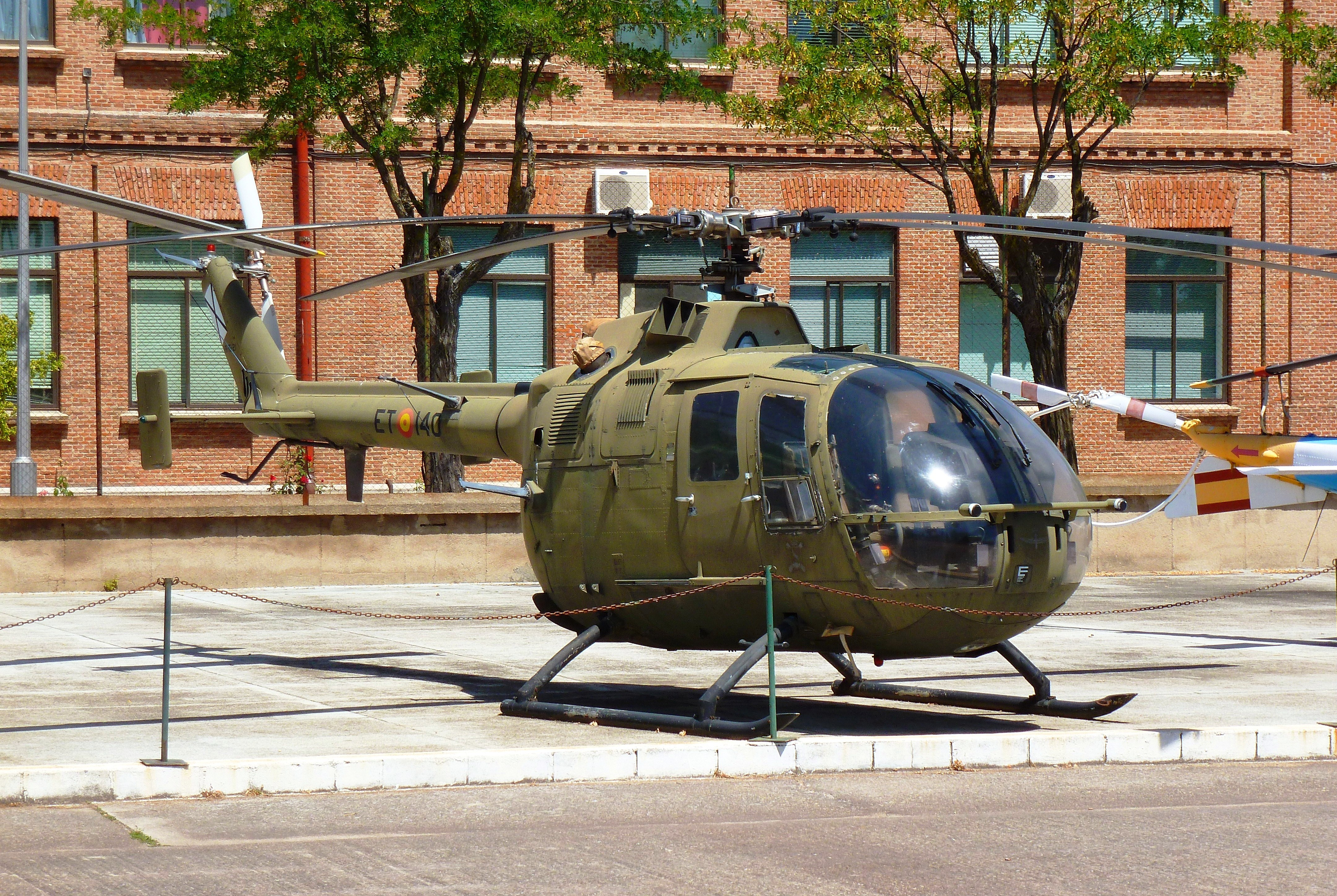
Bo 105 de las FAMET - Ejército de Tierra de España. El último en servicio fue dado de baja en 2017.

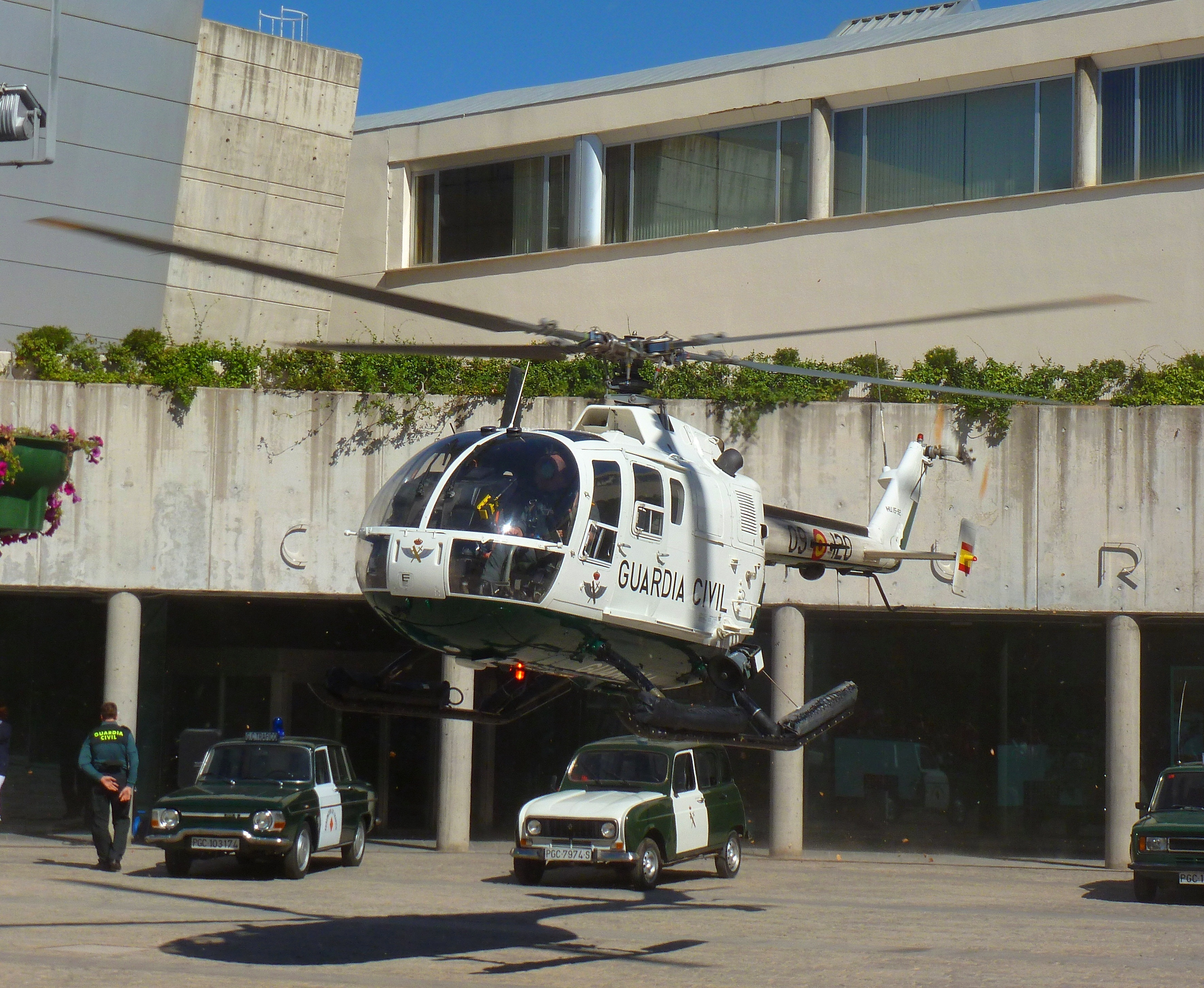
Bo 105CBS del Servicio Aéreo de la Guardia Civil.

### Militares
Albania
 Alemania
 Baréin
 Bofutatsuana
 Brunéi
 Canadá
 Chile
- Armada de Chile
- Carabineros de Chile

 Colombia
- Armada de Colombia: adquirió dos unidades en 1984 con las matrículas ARC 201 y ARC 202, que fueron modernizadas en diciembre de 2004, su misión es la búsqueda y rescate, mando y control marítimo, interdicción marítima y evacuación aeromédica. Para la interdicción marítima emplea misiles Exocet.

 Corea del Sur
 Costa Rica
- Aerobell

 Emiratos Árabes Unidos
 España
- Servicio Aéreo de la Guardia Civil: 18 aparatos destinados a misiones de salvamento y rescate en alta montaña, transporte y vigilancia del espacio aéreo español.

 Filipinas
- Armada de Filipinas: 3 unidades usadas en misiones de rescate y reconocimiento.

 Honduras
- Fuerza Naval de Honduras: adquirió en 2019 una única unidad (con matrícula estadounidense N895PH), en su versión naval Bo 105S (Búsqueda y rescate), reasignándole matrícula militar FNH-101 para operar desde la embarcación OPV (Offshore Patrol Vessel) FNH-2021 General Cabañas.

 Indonesia
 Irak
- Se compraron 60 Bo 105 con misiles Hot, vía España (ensamblados por CASA).

 Jordania
 Kenia
 Lesoto
 México
- Armada de México: versión navalizada para operar desde barcos.

 Níger
 Nigeria
 Países Bajos
 Papúa Nueva Guinea
 Perú
 Sierra Leona
 Sudán
 Suecia
- Fuerza Aérea Sueca: 18 unidades. Empleo de misil TOW en lugar de los HOT.

 Trinidad y Tobago
 Uruguay
- Armada de Uruguay

### Civiles
Argentina

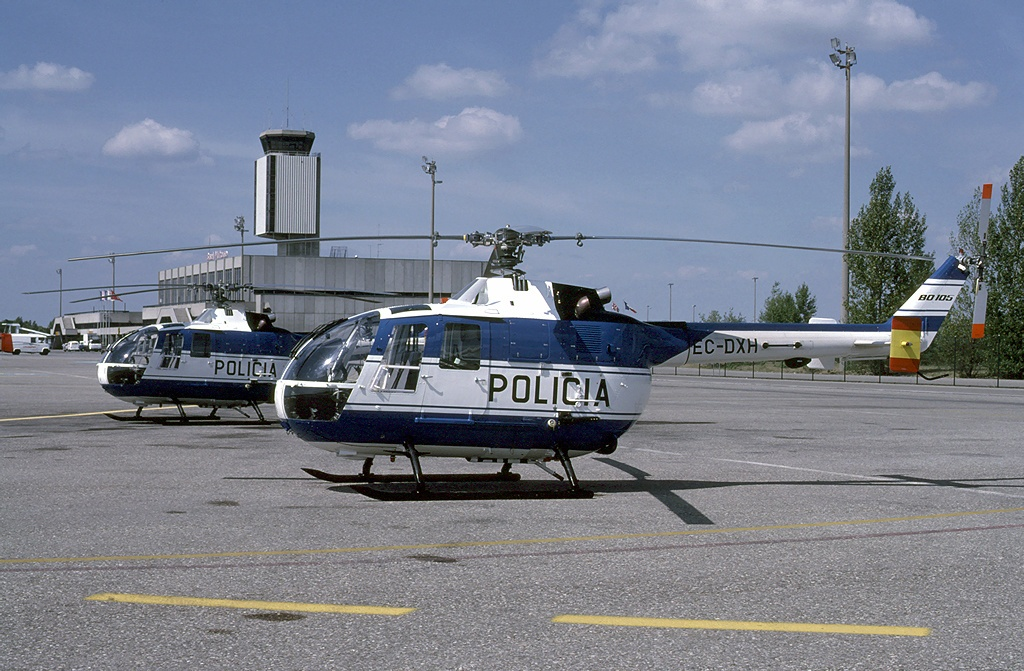
Una pareja de helicópteros MBB Bö-105 del Servicio de Medios Aéreos del Cuerpo Nacional de Policía.

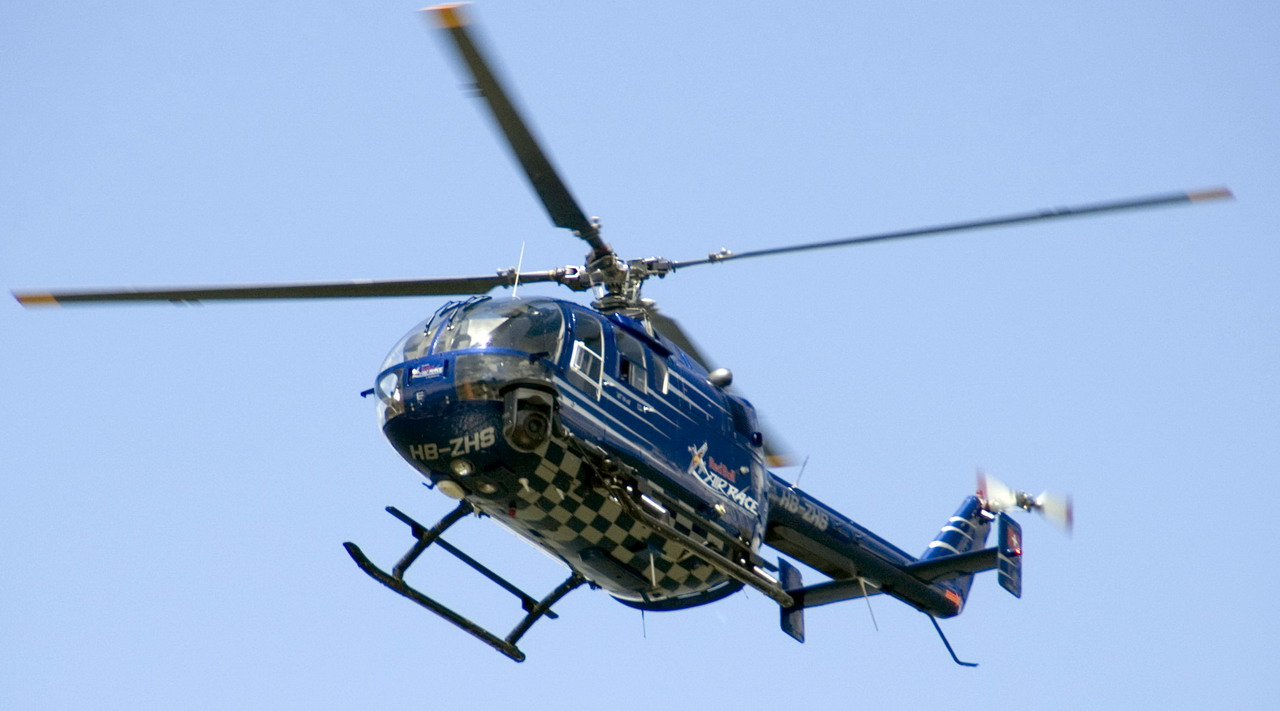
Un Bo 105 en la Red Bull Air Race en Perth, Western Australia, 2006.

- Policía de la Provincia de Buenos Aires
- Policía Federal Argentina:[6] hasta el año 2016.
- Policía de la Ciudad de Buenos Aires
- C5N Noticias (Televisión)
- Helisafe
- Modena Air Services
- Heliushuaia

 CanadáGuardacostas
 Chile
- Clínica alemana
- DAP Helicópteros/DAP AeroRescate
- LASSA, Línea de Aeroservicios S.A.

 España
- Servicio de Medios Aéreos del Cuerpo Nacional de Policía: 15 aparatos.
- Vigilancia Aduanera: 3 aparatos hasta el año 2020.

 Estados Unidos
- Virginia State Police
- Red Bull Aerobatics Team

 Filipinas
- Integrated National Police
- Philippine Coast Guard
- Philippine National Police

 Grecia
- Policía

 Indonesia
- Indonesian Police
- Indonesian Forestry Dept
- Pelita Air Service

 Irán
- TARA HELICOPTER

 Israel
- Lahak Aviation
- Chimnir

 Jordania
- Policía Jordana

 Perú
- Policía Nacional del Perú

 Reino Unido
- Veritair (Cardiff)

 Sudáfrica
- Police Service
- Netcare 911 Aeromedical Services

 Venezuela
- Policía Nacional Bolivariana
- Cuerpo de Investigaciones Científicas Penales y Criminalísticas (CICPC)

## Especificaciones (Bo 105P)

### Características generales
- Tripulación: Uno (piloto)
- Capacidad: 4 pasajeros o 2 pasajeros y 1 camilla.
- Longitud: 11,9 m (38,9 ft)
- Diámetro rotor principal: 9,8 m (32,3 ft)
- Altura: 3 m (9,8 ft)
- Peso vacío: 1301 kg (2867,4 lb)
- Peso cargado: 1199 kg (2642,6 lb)
- Peso máximo al despegue: 2500 kg (5510 lb)
- Planta motriz: 2× Turboeje Allison 250-C20B.
  - Potencia: 298 kW (411 HP; 405 CV) cada uno.
- Hélices: Rotor principal cuatripala y rotor de cola bipala

### Rendimiento
- Velocidad nunca excedida (Vne): 270 km/h (168 MPH; 146 kt)
- Velocidad máxima operativa (Vno): 242 km/h (150 MPH; 131 kt)
- Velocidad crucero (Vc): 204 km/h (127 MPH; 110 kt)
- Alcance: 575 km (310 nmi; 357 mi)
- Alcance en ferry: 1112 m (3648 ft)
- Techo de vuelo: 5180 m (16 995 ft)
- Régimen de ascenso: 8 m/s (1575 ft/min)

### Armamento
- Misiles: 

  - 6x Euromissile HOT
  - 8x BGM-71 TOW (otras versiones)

## Aeronaves relacionadas

### Desarrollos relacionados
- / MBB/Kawasaki BK 117
- Eurocopter EC 135
- Eurocopter EC 145

### Aeronaves similares
- Bell 427
- MD Helicopters MD Explorer

### Secuencias de designación
- Secuencia Z._ (Helicópteros del Ejército del Aire español, 1954-1978): ← Z.12 - Z.13 - Z.14 - Z.15 - Z.16 - Z.17 - Z.18 →
- Secuencia H._ (Helicópteros del Ejército del Aire español, 1978-presente): ← HR.12 - HS.13 - HA.14 - HR/HA/HRA.15 - HD/HE.16 - HT.17 - HU.18 →